# 岡山不衣
岡山 不衣（おかやま ふい、1885年（明治18年）12月9日 - 1943年（昭和18年）11月29日）は岩手県花巻市出身の俳人、新聞編集者。岩手毎日新聞社（1933年廃刊。現在の毎日新聞とは無関係）の主筆（編集長）でもあった。生誕時の本名は伊藤儀七であったが、幼少時に養子に出たことで岡山儀七となった。

## 経歴
1885年（明治18年） のちの貴族院議員伊藤儀兵衛の四男として、花巻に生まれる。1889年（明治23年）、岡山直機の養子となる。
旧制岩手県立盛岡中学校（現・岩手県立盛岡第一高等学校）に入学し、石川啄木と出会う（学年は啄木が1年上）。1901年（明治34年）に啄木のほか野村長一（後の野村胡堂）や、後に医学博士となる小林茂雄や瀬川深（せがわふかし）、猪川浩らと短歌会「白羊会」を結成する。当時のペンネームは残紅。
1902年（明治35年）10月30日、盛岡中学校を中退した啄木が上京する際（好摩駅から出発して盛岡に立ち寄った）、不衣は啄木と写真を撮影した。
盛岡中学校卒業後、1904年に第二高等学校に進学したが、翌年病気のために中退した。盛岡に戻り、1906年に岩手毎日新聞社に入社する。
1909年（明治42年）6月25日、結婚して盛岡市加賀野に移り住んだ啄木の家に、岡山不衣の他、白羊会のメンバーだった小林花郷（茂雄）、瀬川藻外（深）、内出秋皎、小田島孤舟（岩手歌壇の父）、小笠原迷宮等が集まり、夜毎文学論に花を咲かせた。この幸福な時期を不衣は、後に『啄木全集』付録の『啄木研究』第1号を執筆する際に、「少し大袈裟な言い分ではあるが（啄木の）黄金時代だったといってよかろう」と回想している。
1910年（明治43年）10月10日、不衣は啄木より長男の誕生を喜ぶ興奮に満ちた手紙を受け取る。また、同年12月に刊行された啄木の第一歌集『一握の砂』の中の一句に、「三日ばかり上京してきた友」として、はるばる東京まで啄木を訪ねに行った不衣がモデルになっている歌がある。この『一握の砂』の刊行前後に啄木は不衣宛てに何度も手紙を書いており、彼にとって「美しき追憶の都」である故郷、盛岡に残してきた唯一の心の拠り所が不衣であったことがわかる。
1911年（明治44年）11月、啄木は同月2日付の岩手毎日新聞社説を読んだことを契機に、不衣に宛てた形で評論『平信』を書き出すが、本人の病状悪化のため中絶した。
1912年（明治45年）4月13日、啄木が満26歳で死去すると、啄木の理解者として不衣を信頼していた啄木の妻・節子は、盛岡の不衣を訪問し、啄木の最期の様子を伝えた。
1918年（大正7年）、松根東洋城が主宰する句誌『渋柿』の同人となり、「不衣」の俳号を使用する。
岩手毎日新聞では編集者として名を馳せ、後に主筆（編集長）となる。宮沢賢治が岩手毎日新聞に童話作品を発表しているのも、岡山不衣によるものであった。また、編集長時代に吉田孤羊が入社、啄木に興味を持っていた吉田に不衣は自身の回想などを語り、後年吉田が啄木研究家となる端緒を作った。
1943年（昭和18年）に死去。晩年は啄木夫妻が住んだ盛岡市加賀野の家に移住し、啄木との思い出を抱きつつそこで死去した。死後、森荘已池により『岡山不衣句集』が刊行された。
代表句に「物売らぬ町家殖ゑけり秋の暮」など。